# Joan Franka
Joany Franka Johanna Ayten Hazebrouck (narozena 2. dubna 1990 v Rotterdamu), známější pod pseudonymem Joan Franka, je nizozemská zpěvačka tureckého původu.
Vešla ve známost účastí v první řadě televizní pěvecké soutěže The Voice of Holland a reprezentaci Nizozemska na Eurovision Song Contest 2012 s písní "You And Me".

## Biografie

### Počátky
Joan se narodila v Rotterdamu nizozemské matce a tureckému otci, který zemřel nedlouho po jejím narození. Sama turecky téměř neumí. Vystupovat začala v sedmnácti letech.

### Hudební kariéra
V září 2010 se Joan přihlásila do první série pěvecké soutěže The Voice of Holland, kde postoupila až do pátého finálového kola. Zde byla ze soutěže eliminována a obsadila tak čtvrté místo. Její verze písní, které v soutěži interpretovala, "Foolish Games" a Promise Me", se dostaly do nizozemské hitparády singlů.
26. února 2012 Joan vystoupila v národním kole Nizozemska do Eurovize 2012. Přestože s písní "You And Me", kterou napsala spolu s Jessicou Hogenboom, obsadila v superfinále u poroty až třetí (poslední) místo, díky hlasům diváků zvítězila. Její singl se následně vyhoupl na první příčku nizozemské hitparády. Současně Joan vzbudila bouřlivé reakce díky vystoupení s indiánskou čelenkou.
V květnu vystoupila v druhém semifinálovém kole Eurovize v Baku. Se ziskem 35 bodů obsadila 15. místo a nepostoupila do finále jakožto osmý zástupce Nizozemska v řadě (tuto sérii přerušila o rok později Anouk). Jak však vyšlo záhy najevo, pokud by byly brány v potaz pouze hlasy diváků, Nizozemsko by obsadilo desáté postupové místo se ziskem 51 bodů. Zpěvačka se také svěřila, že při vystoupení měla, podobně jako několik dalších umělců, vadný odposlech.

## Diskografie

### Singly
| Rok  | Singl           | Umístění | Album |
| Rok  | Singl           | [ 5 ]    | Album |
| ---- | --------------- | -------- | ----- |
| 2010 | "Foolish Games" | 42       |       |
| 2011 | "Promise Me"    | 45       |       |
| 2012 | "You And Me"    | 1        |       |